# Falkirk (Council Area)

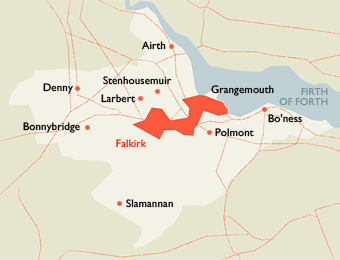
Orte in Falkirk

Falkirk (gälisch an Eaglais Bhreac) ist eine von 32 Council Areas in Schottland. Sie grenzt an North Lanarkshire, Stirling und West Lothian. Der Verwaltungsbezirk umfasst Teile der traditionellen Grafschaften Stirlingshire und West Lothian.

## Untere Verwaltungsebene
Falkirk gliedert sich, auf der unteren Ebene, in insgesamt 23 Community Council Areas. Diese sind
- Airth Parish
- Avonbridge and Standburn
- Banknock, Haggs and Longcroft
- Blackness
- Bo’ness
- Bonnybridge
- Brightons
- Camelon, Bantaskine and Tamfourhill
- Carron and Carronshore
- Denny and District
- Falkirk Central
- Falkirk South
- Grahamston, Middlefield and Westfield
- Grangemouth
- Langlees, Bainsford and New Carron
- Larbert, Stenhousemuir and Torwood
- Lower Braes
- Maddiston
- Polmont
- Reddingmuirhead and Wallacestone
- Shieldhill and California
- Slamannan and Limerigg
- Whitecross

## Area Forums
Das Gebiet der Council Area ist in sechs Area Forums aufgeteilt, zu welchen wiederum die folgenden Gemeinden gehören:

### Bo’ness Area Forum
- Blackness
- Bo’ness

### Braes Area Forum
- Avonbridge
- Brightons
- California
- Laurieston
- Limerigg
- Maddiston
- Polmont
- Redding
- Reddingmuirhead
- Rumford
- Shieldhill
- Slamannan
- Standburn
- Wallacestone
- Westquarter
- Whitecross

### Denny, Bonnybridge & Banknock Area Forum
- Allandale
- Banknock
- Bonnybridge
- Denny
- Dennyloanhead
- Dunipace
- Haggs
- Longcroft

### Falkirk Area Forum
- Bainsford
- Camelon
- Falkirk
- Hallglen/Glen Village
- Tamfourhill
- Woodlands

### Grangemouth Area Forum
- Grangemouth
- Skinflats

### Larbert & Stenhousemuir Area Forum
- Airth
- Carron
- Carronshore
- Dunmore
- Larbert
- Letham
- Stenhousemuir
- Torwood

## Council
Der Council von Falkirk umfasst 30 Sitze, die sich wie folgt auf die Parteien verteilen:
| Partei                  | Sitze |
| ----------------------- | ----- |
| Scottish National Party | 12    |
| Scottish Labour         | 9     |
| Scottish Conservatives  | 7     |
| Unabhängig              | 2     |

## Partnerschaften

Urkunde über die 40-jährige Partnerschaft des Falkirk Council und des Odenwaldkreises im Landratsamt in Erbach (Odenwald)

Das Falkirk Council unterhält seit 1969 eine freundschaftliche Partnerschaft mit dem Odenwaldkreis.